# Миллет (телеканал)
Миллет (крымскотат. миллет — народ, нация) — крымскотатарский российский телеканал, вещающий в Крыму. Создан российскими властями полуострова после прекращения вещания в Крыму телеканала ATR.

## История
Канал начал вещание 1 сентября 2015 года. Цифровой сигнал покрывает всю территорию Крыма. С 1 апреля 2016 года начал спутниковое вещание через спутник «Ямал» и покрывает полностью территорию России, Украины, Турции и стран Центральной Азии. На «Миллете» можно увидеть передачи о жизни крымских татар, их обычаях, культуре и истории, документальные фильмы собственного производства, также узнать информацию о происходящих в республике событиях. 70 % эфира — это программы на крымскотатарском языке. Вещает 24 часа в сутки. Вещание осуществляется из Симферополя.
В феврале 2017 года начала работу общественная крымскотатарская радиостанция «Ватан седасы» («Голос родины»), ставшая структурным подразделением общественной телерадиокомпании «Миллет», созданной 9 июня 2015 года.
Ранее на полуострове работали частный крымскотатарский телеканал ATR и радиостанция Meydan, которые прекратили вещание, так как не прошли перерегистрацию согласно российскому законодательству.
Руководители: Лиля Веджатова (с 22 июня 2020), до этого — Эрвин Мусаев (с 2017 по 2020), ранее — Сейран Мамбетов. Председателем общественного совета являлся Февзи Якубов.